# Компензација (психологија)
Компензација је према Адлеру, механизам надокнађивања неког (стварног или фиктивног) телесног, психичког или друштвеног недостатка или неадекватности. Сваки појединац, у складу са својим животним планом, на свој начин компензује осећање инфериорности. Према Карл Густав Јунгу, спонтана тежња да се неразвијена свесна функција надокнади развојем у несвесном. Један од механизама одбране код кога успехом на једном пољу, особа надокнађује осећања неуспеха у другом. Компензација ван психологије подразумева плаћену надокнаду за пружене услуге.
Наткомпензација је механизам одбране од осећања мање вредности којим личност не само да стиче осећање сигурности и враћа нарушено самопоштовање, већ привидно добија осећање супериорности над другима. Наткомпензација се обично јавља у истој сфери живота у којој личност осећа недостатак који је довео до осећања инфериорности, а некада је то и прикривено испољавање осећаја мање вредности.